# Andy Taylor
Andrew "Andy" Taylor (Tynemouth, Inglaterra, 16 de fevereiro de 1961) é um guitarrista britânico. foi guitarrista do Duran Duran entre os anos de 1980-1985 e 2001-2006.

## Discografia

### Com Duran Duran
- Duran Duran (1981)
- Rio (1982)
- Seven and the Ragged Tiger (1983)
- Arena (1984)
- Notorious (1986)
- Astronaut (2004)

### Com Power Station
- The Power Station (1985)
- Living in Fear (1996)

### Com Robert Palmer
- Riptide 1985 - guitarra solo em  Addicted to love

### Solo

#### Álbuns
| Data | Título                                   | UK | US |
| ---- | ---------------------------------------- | -- | -- |
| 1987 | Thunder                                  | 61 | 46 |
| 1990 | Dangerous                                | -  | -  |
| 1999 | The Spanish Sessions EP(com Luke Morley) | -  | -  |

#### Singles
| Data | Título                                     | UK | AUS | US | US Main |
| ---- | ------------------------------------------ | -- | --- | -- | ------- |
| 1986 | "Take It Easy"                             | 95 | 30  | 24 | -       |
| 1986 | "When the Rain Comes Down"                 | -  | -   | 73 | -       |
| 1987 | "I Might Lie"                              | -  | -   | -  | 17      |
| 1987 | "Don't Let Me Die Young"                   | -  | -   | -  | 36      |
| 1990 | "Lola"                                     | 60 | -   | -  | -       |
| 1990 | "Stone Cold Sober"                         | 94 | -   | -  | -       |
| 2019 | "Love or Liberation" (feat. Gary Stringer) | -  | -   | -  | -       |